# Star Wars: Episode IX: The Rise of Skywalker
Star Wars: Episode IX: The Rise of Skywalker is een Amerikaanse sciencefictionfilm uit 2019 en het negende deel uit de Star Wars-filmfranchise. De film is geregisseerd door J.J. Abrams, die tevens het scenario schreef samen met Chris Terrio. De film speelt zich af na de gebeurtenissen in Star Wars: Episode VIII: The Last Jedi.
De film wordt geproduceerd door Lucasfilm en Bad Robot Productions en wordt internationaal gedistribueerd door Walt Disney Studios Motion Pictures.

## Verhaal
Het verhaal speelt zich één jaar na de gebeurtenissen in Star Wars: Episode VIII: The Last Jedi af.
Kylo Ren heeft op Mustafar de Sith Wayfinder gevonden om naar Exegol te reizen, waar een uit de dood herrezen Keizer Palpatine nog blijkt te leven door middel van een machine. Hij belooft Kylo een nieuw Keizerrijk, als Kylo Rey zal doden. Kylo stemt in en gaat op zoek naar Rey.
Rey is ook op zoek naar Exegol, waar Luke Skywalker al eerder naar op zoek was. Op een mes heeft ze een aanwijzing gevonden in het Sith. C-3PO kent deze taal wel, maar door zijn besturingsprogramma mag hij dit niet vertalen. Als Babu Frik C-3PO heeft geherprogrammeerd, met de gevolgen dat de robot zich niets meer herinnert, gaat Rey samen met Finn, Poe, Chewbacca, C-3PO en R2-D2 en hun nieuwe vriend naar een planeet vol met Stormtroopers.  Rey gaat er alleen op uit om een van de twee wegwijzers naar Exegol te vinden. Daar treft ze Kylo Ren aan die haar wil overtuigen om mee te gaan met hem.
Tijdens een gevecht stuurt Leia een signaal uit naar Kylo Ren, die afgeleid wordt waardoor Rey hem kan steken. Leia sterft. Rey, die door heeft dat Leia een signaal heeft gestuurd geneest Kylo Ren, of beter Ben, waarna ze hem vertelt dat ze met hem mee zou zijn gegaan, de vorige keer dat Kylo Ren vroeg om mee te gaan. Ben die in gedachten verzonken zijn lightsaber weggooit komt terug bij zijn positieven. Als de Rebellen aankomen op Exegol ontstaat er een gevecht waarbij Rey oog in oog komt te staan met haar grootvader Palpatine en met een naar de Light Side bekeerde Ben Solo wil Rey haar grootvader verslaan, maar Palpatine is sterker dan ze dacht. Na stemmen te hebben gehoord van overleden Jedi kan Rey Palpatine verslaan en ze sterft daarna, maar Ben redt haar leven en na een kus sterft Ben. Uiteindelijk begraaft Rey de lightsabers van Luke en Leia op Tatooine, gebruikt ze zelf een gele lightsaber en noemt ze zichzelf Rey Skywalker na het zien van de geesten van Luke en Leia.
Daarna is er een mid-credit scene waarbij wordt onthuld dat Darth Plagueis, de meester van Palpatine, terugkeert uit de dood.

## Rolverdeling
| Acteur                                               | Personage                        |
| ---------------------------------------------------- | -------------------------------- |
| Carrie Fisher                                        | Leia Organa (archief materiaal)  |
| Mark Hamill                                          | Luke Skywalker / Boolio (stem)   |
| Adam Driver                                          | Ben Solo / Kylo Ren              |
| Daisy Ridley                                         | Rey                              |
| John Boyega                                          | Finn                             |
| Oscar Isaac                                          | Poe Dameron                      |
| Anthony Daniels                                      | C-3PO                            |
| Naomi Ackie                                          | Jannah                           |
| Domhnall Gleeson                                     | Generaal Armitage Hux            |
| Richard E. Grant                                     | Generaal Enric Pryde             |
| Lupita Nyong'o                                       | Maz Kanata                       |
| Keri Russell                                         | Zorri Bliss                      |
| Joonas Suotamo                                       | Chewbacca                        |
| Kelly Marie Tran                                     | Rose Tico                        |
| Ian McDiarmid                                        | Keizer Palpatine / Darth Sidious |
| Billy Dee Williams                                   | Lando Calrissian                 |
| Greg Grunberg                                        | Snap Wexley                      |
| Shirley Henderson                                    | Babu Frik (stem)                 |
| Billie Lourd                                         | Luitenant Kaydel Ko Connix       |
| Dominic Monaghan                                     | Beaumont Kin                     |
| Hassan Taj Lee Towersey                              | R2-D2                            |
| Brian Herring Dave Chapman                           | BB-8                             |
| Robin Guiver Lynn Robertson Bruce J.J. Abrams (stem) | D-O                              |
| Nick Kellington                                      | Klaud                            |
| Amanda Lawrence                                      | Commandant D'Acy                 |
| Simon Paisley Day                                    | Generaal Quinn                   |
| Indra Ové                                            | First Order Officer              |
| Tom Wilton Chris Terrio (stem)                       | Kolonel Aftab Ackbar             |
| Kiran Shah Debra Wilson (stem)                       | Nambi Ghima                      |
| Mike Quinn Kipsang Rotich (stem)                     | Nien Nunb                        |
| Ann Firbank                                          | Tatooine Oudere                  |
| Warwick Davis                                        | Wicket W. Warrick                |
| John Williams                                        | Oma Tres                         |
| Denis Lawson                                         | Wedge Antilles                   |
| Carolyn Hennesy                                      | Demine Lithe                     |
| Paul Kasey Matthew Wood (stem)                       | Cai Threnalli                    |
| James Earl Jones                                     | Darth Vader (stem)               |
| Andy Serkis                                          | Supreme Leader Snoke (stem)      |
| Cailey Fleming                                       | Jonge Rey                        |
| Jodie Comer                                          | Rey's moeder                     |
| Billy Howle                                          | Rey's vader                      |
| Hayden Christensen                                   | Anakin Skywalker (stem)          |
| Olivia d'Abo                                         | Luminara Unduli (stem)           |
| Ashley Eckstein                                      | Ahsoka Tano (stem)               |
| Jennifer Hale                                        | Aayla Secura (stem)              |
| Samuel L. Jackson                                    | Mace Windu (stem)                |
| Ewan McGregor Alec Guinness (archief materiaal)      | Obi-Wan Kenobi (stem)            |
| Frank Oz                                             | Yoda (stem)                      |
| Angelique Perrin                                     | Adi Gallia (stem)                |
| Freddie Prinze jr.                                   | Kanan Jarrus (stem)              |
| Liam Neeson                                          | Qui-Gon Jinn (stem)              |
| Harrison Ford                                        | Han Solo                         |
| Jeff Garlin                                          | Junn Gobint                      |
| Lin-Manuel Miranda Ed Sheeran Kevin Smith            | Stormtroopers                    |

## Achtergrond

### Ontwikkeling
Op 15 augustus 2015 maakte Disney tijdens D23 bekend dat Colin Trevorrow was aangetrokken om de negende film in de Star Wars-filmfranchise te regisseren en te schrijven. Disney ceo Bob Iger maakte op 10 februari 2016 bekend dat de film in pre-productie was.
Begin augustus 2017 raakte bekend dat de Brit Jack Thorne was aangetrokken om het scenario van Trevorrow en diens schrijfpartner Derek Connolly te herschrijven. Eén maand later, op 5 september 2017 raakte bekend dat Trevorrow het project had verlaten wegens creatieve meningsverschillen met Lucasfilm. In de daarop volgende maanden raakte bekend dat Kathleen Kennedy niet tevreden was met de vroege versies van het script, waarna Jack Thorne werd ingehuurd om het script te herwerken. Zowel Kennedy als Trevorrow waren ontevreden met het werk van Thorne. Uiteindelijk werd beslist om de samenwerking stop te zetten. Een week na de bekendmaking van het ontslag van Trevorrow, maakten Disney en Lucasfilm bekend dat J.J. Abrams de regie van de film op zich zou nemen. Tevens zou hij samen met Chris Terrio het script voor de film schrijven.
Na de wisseling van het creatieve team van de film, werd beslist om de releasedatum van de film uit te stellen van 24 mei 2019 t.e.m. 20 december 2019.

### Muziek
De bekende filmcomponist John Williams, die de muziek schreef voor de voorgaande 8 delen in de Star Wars saga, maakte bekend dat deze film de laatste Star Wars film zou zijn waar hij muziek voor zou componeren.

### Casting
Een week voor de opnames van start gingen, maakte Lucasfilm de cast van de film bekend. Naast de terugkeer van het merendeel van de cast van de twee voorgaande delen, werd ook officieel bekendgemaakt dat Star Wars veteraan Billy Dee Williams zou terugkeren als Lando Calrissian. Ook gaf Lucasfilm duidelijkheid over het lot van het personage Leia Organa, die in de films werd vertolkt door Carrie Fisher, die op 27 december 2016 kwam te overlijden. Met goedkeuring van de familie van Fisher gaat niet eerder uitgegeven materiaal, gefilmd voor Star Wars: Episode VII: The Force Awakens, gebruikt worden om het personage in het afsluitende deel van de Skywalkersaga een mooi einde te bezorgen.

### Opnames

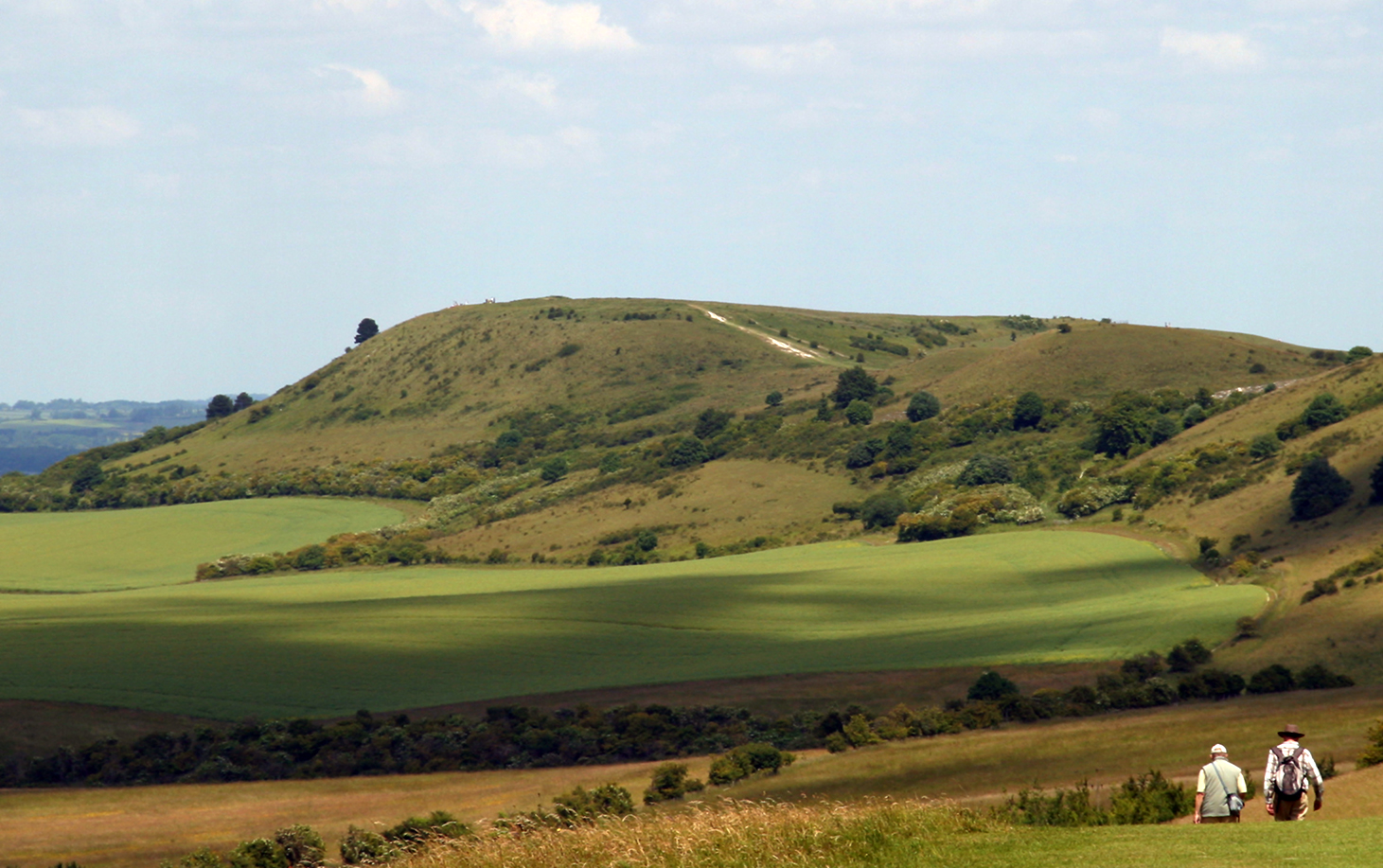
Ivinghoe Beacon

De opnames stonden gepland om in februari 2018 van start te gaan, maar door de wissel van regisseurs en het compleet herschrijven van het scenario, gingen de opnames pas op 1 augustus 2018 van start. Er werd onder andere gefilmd in Wadi Rum in Jordanië, Ivinghoe Beacon in Buckinghamshire, Engeland en Skellig Michael in Ierland.